# 池田久輝
池田 久輝（いけだ ひさき、1972年12月12日‐）は、日本の小説家であり、脚本家。脚本家としては池田 長十（いけだ ちょうじゅう）名義で活動している。京都府乙訓郡大山崎町生まれ。

## 略歴
- 1998年：同志社大学法学部政治学科卒業
- 1999年：京都にて朗読ユニット「グラス・マーケッツ」を結成
- 2013年：初の長編小説『晩夏光』で第五回角川春樹小説賞受賞
- 2013年10月：『晩夏光』刊行
- 2014年6月：日本推理作家協会入会
- 2014年7月：『枯野光』刊行
- 2015年4月：『まるたけえびすに、武将が通る。』刊行
- 2015年6月：『タッグ 私の相棒』日本推理作家協会／編

## 人物
京都府乙訓郡大山崎町在住。同志社大学法学部政治学科卒業後、ウェブデザインに携わる。2013年に長編小説『晩夏光』で第五回角川春樹小説賞を受賞し、小説家デビューした。代表作である『晩夏光』、『枯野光』は、ともに香港の裏社会を舞台にしたハードボイルド小説。作家活動の傍ら、池田長十名義で朗読ユニット「グラス・マーケッツ」の脚本・演出家としても活動している。趣味は映画観賞、海外旅行。

## 受賞歴
- 2013年‐『晩夏光』第五回角川春樹小説賞受賞

## 著書

### 小説
- 『晩夏光』（角川春樹事務所、2013年10月1日）
- 『枯野光』（角川春樹事務所、2014年7月31日）
- 『まるたけえびすに、武将が通る。～京都甘辛事件簿～』（幻冬舎文庫、2015年4月10日）
- 『タッグ 私の相棒』日本推理作家協会／編（角川春樹事務所、2015年6月13日）
- 『虹』小説推理6月号（双葉社、2015年6月27日）
- 『影』小説推理3月号（双葉社、2016年1月27日）
- 『空』小説推理3月号（双葉社、2017年1月27日）

### エッセイ
- 『二次元の街』月刊J-novel2015年2月号（実業之日本社、2015年1月15日）
- 『私のとっておきシネマ』小説推理4月号（双葉社、2015年2月27日）